# توم مارشال
توم مارشال هو سياسي كندي، ولد في 26 أكتوبر 1946 في كندا. حزبياً، نشط في حزب المحافظين التقدمي في نيوفندلاند ولابرادور ‏. وقد انتخب Premier of Newfoundland and Labrador ‏ (24 يناير 2013 – ).